# Лідже (Туреччина)
Лідже (вимовляється [ˈlidʒe]), (курд. Licê, осман. ليجه, ) — населене курдами місто в провінції Діярбакир в Туреччині. У 2010 році населення становило 9644 особи. Знаходиться 90 км  зі столиці Діярбакир. На місцевих виборах у березні 2019 року Тарік Мерджан від Народно-демократичної партії (HDP) був обраний мером. Нинішнім губернатором округу був призначений Джевдет Баккал.

## Історія
Воші були штабом 5-го армійського корпусу турецької армії під час повстання Шейха Саїда в 1925 році і були центром на початку повстання. Місто було захоплене 20 лютого військами, вірними шейху Саїду. Курдське плем'я Зіркі в районі Лідже також підтримало повстання Шейха Саїда, і як відплату села племен Чайларбаші, Курлу, Алаташ, Мат-бур і Чаглаян були знищені, а населення, яке там проживало, було вбито військами турецької армії. Повідомлялося, що війська турецького майора Алі Хайдара знищили більшість шейхів.
6 вересня 1975 року Лідже постраждав від землетрусу магнітудою.
Робітнича партія Курдистану або PПK була заснована в селі Фіс в районі Лідже 27 листопада 1978 року.
Різанина у Лідже, під час якої турецька армія зруйнувала значні частини міста в помсту за смерть офіцера Жандарми, відбулася 20–23 жовтня 1993 року.
Між 2018 і 2019 роками турецька влада часто запроваджувала комендантську годину в районі Ліце, яка хотіла забезпечити безпеку в районі.
Біля сучасного Лідже колись існував курдський замок Атак.